# 휼렛 존슨

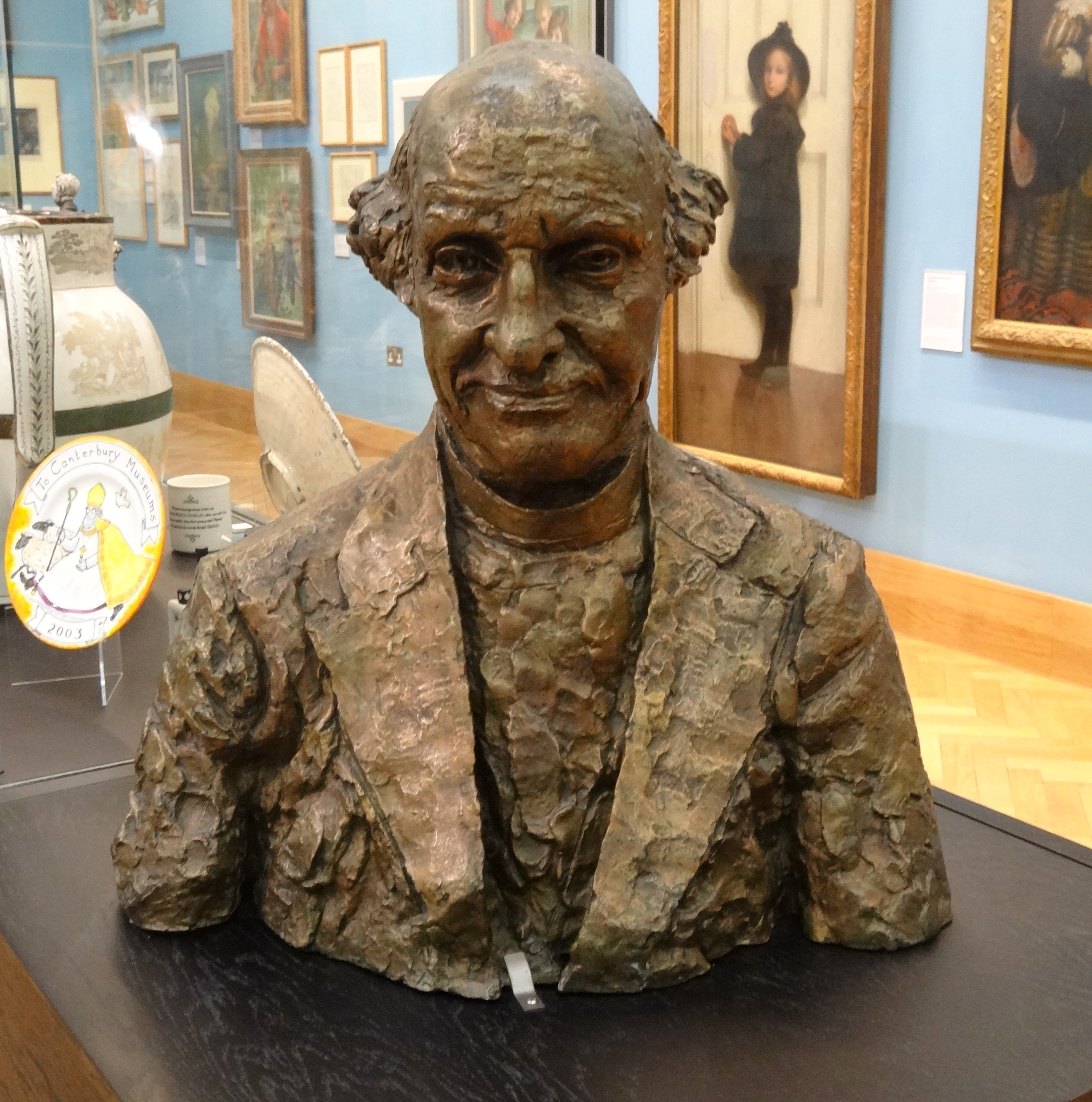

휼렛 존슨(영어: Hewlett Johnson, 1874년 1월 25일 ~ 1966년 10월 22일)은 영국의 공산주의 혁명가로, 영국 국교회의 성직자이다.